# Фрайбург (Мен)
Фрайбург (англ. Fryeburg) — місто (англ. town) в США, в окрузі Оксфорд штату Мен. Населення — 3369 осіб (2020).

## Демографія
Згідно з переписом 2010 року, у місті мешкало 3449 осіб у 1368 домогосподарствах у складі 920 родин. Було 1844 помешкання
Расовий склад населення:
| - 94,4 % — білих - 2,9 % — азіатів - 0,6 % — чорних або афроамериканців - 0,2 % — корінних американців |

До двох чи більше рас належало 1,7 %. Частка іспаномовних становила 1,4 % від усіх жителів.
За віковим діапазоном населення розподілялося таким чином: 22,9 % — особи молодші 18 років, 61,0 % — особи у віці 18—64 років, 16,1 % — особи у віці 65 років та старші. Медіана віку мешканця становила 44,0 року. На 100 осіб жіночої статі у місті припадало 93,8 чоловіків;  на 100 жінок у віці від 18 років та старших — 88,0 чоловіків також старших 18 років.
Середній дохід на одне домашнє господарство  становив 51 045 доларів США (медіана — 41 996), а середній дохід на одну сім'ю — 58 709 доларів (медіана — 52 866). Медіана доходів становила 38 418 доларів для чоловіків та 27 837 доларів для жінок. За межею бідності перебувало 3,8 % осіб, у тому числі 6,2 % дітей у віці до 18 років та 2,3 % осіб у віці 65 років та старших.
Цивільне працевлаштоване населення становило 1650 осіб. Основні галузі зайнятості: освіта, охорона здоров'я та соціальна допомога — 27,6 %, мистецтво, розваги та відпочинок — 16,2 %, роздрібна торгівля — 13,2 %.